# Pantelis Nikolakopoulos
Pantelis Nicolacopoulos (griechisch Παντελής Νικολακόπουλος; * 1954) ist ein griechischer Architekt.

## Leben
Nikolakopoulos studierte am Pratt Institute und anschließend an der Columbia University und eröffnete 1980 sein Architekturbüro in Athen. Am ersten Wettbewerb für das neue Akropolismuseum 1990 reichte er einen vielbeachteten Beitrag ein, der aber bei der späteren Umsetzung nicht berücksichtigt wurde. In Folge des Wettbewerbs bekam er den Auftrag des griechischen Beitrags zu Biennale di Venezia 1991.
Sein Werk steht unter dem Motto „Weniger Ästhetik, mehr Ethik“ («Λιγότερη Αισθητική, Περισσότερη Ηθική») und ist dem Minimalismus einzuordnen. Ab den 1990er Jahren realisierte er zahlreiche Villenbauten und einige Appartementhäuser in Athener Vororten, von denen besonders das Haus in Psychiko weltweit Beachtung fand.

## Bauten (Auswahl)
- 2000–06: Villa in Psychiko, Athen[1]